# Flores (Pernambuco)
Flores is een gemeente in de Braziliaanse deelstaat Pernambuco. De gemeente telt 20.347 inwoners (schatting 2022).

## Aangrenzende gemeenten
De gemeente grenst aan Betânia, Calumbi, Carnaíba, Custódia, Quixaba, Triunfo en Princesa Isabel (PB).

## Geboren
- Moacir Santos (1926-2006), componist